# Tipula oryx
Tipula oryx är en tvåvingeart. Tipula oryx ingår i släktet Tipula och familjen storharkrankar.

## Underarter
Arten delas in i följande underarter:
- T. o. oryx
- T. o. pallipleura